# Hydriomena gravis
Hydriomena gravis är en fjärilsart som beskrevs av Mcdunnough 1954. Hydriomena gravis ingår i släktet Hydriomena och familjen mätare. Inga underarter finns listade i Catalogue of Life.